# هيلاري كرين
هيلاري كرين (بالإنجليزية: Hilary Crane)‏ هي ممثلة بريطانية، ولدت في 1933 في ليفربول في المملكة المتحدة، وتوفيت في يونيو 2009 في المملكة المتحدة.

## وصلات خارجية
- هيلاري كرين على موقع IMDb (الإنجليزية)
- هيلاري كرين على موقع أول موفي (الإنجليزية)
- هيلاري كرين على موقع قاعدة بيانات الفيلم (الإنجليزية)
- هيلاري كرين على موقع كينوبويسك (الروسية)